# Shrautasoetra
Een shrautasoetra is een op de shruti gebaseerde soetra waarin shrauta-rituelen (yajna) beschreven worden die de vedische priesters (ritvij) uitvoeren. De overlevering was dan ook niet beperkt tot de vedische recitatie of orthodoxie, maar omvatte ook de uitvoering (prayoga) of orthopraxie. De vroegste en belangrijkste shrautasoetra is de Baudhayana-Shrautasoetra.
De shulvasoetra's zijn bijlagen bij de shrautasoetra's waarin de afmetingen van de vuuraltaren beschreven staan en bevatten vroege wiskundige principes.
Deze rituelen zijn te onderscheiden van de kleinere rituelen die het gezinshoofd (grihastha) uitvoerde en die beschreven zijn in de grhyasoetra's. Met de dharmasoetra's waarin uiteen wordt gezet welke dharma of regels gelden, vormen de shrautasoetra's en grhyasoetra's de kalpasoetra's. De kalpa is weer onderdeel van de vedanga, de hulpwetenschappen van de Veda's.
De shrautasoetra's worden soms tot de Veda's gerekend en worden dan ingedeeld bij een specifieke Veda en shakha (recensio)::80-81
- Rigveda:
  - Ashvalayana-Shrautasoetra
  - Sankhyana-Shrautasoetra
- Samaveda:
  - Latyayana-Shrautasoetra
  - Drahyayana-Shrautasoetra
  - Jaiminiya-Shrautasoetra
- Yajoerveda
  - Baudhayana-Shrautasoetra
  - Vadhula-Shrautasoetra
  - Bharadvaja-Shrautasoetra
  - Apastamba-Shrautasoetra
  - Hiranyakesin-Shrautasoetra
  - Vaikhanasa-Shrautasoetra
  - Kathaka-Shrautasoetra
  - Manava-Shrautasoetra
  - Varaha-Shrautasoetra
  - Katyayana-Shrautasoetra
- Atharvaveda
  - Vaitana-Shrautasoetra